# Trinidad (Zigarre)

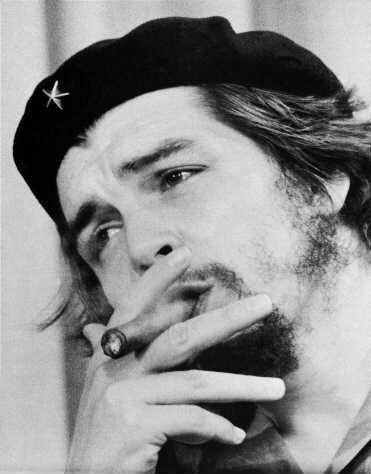
Che Guevara mit Zigarre

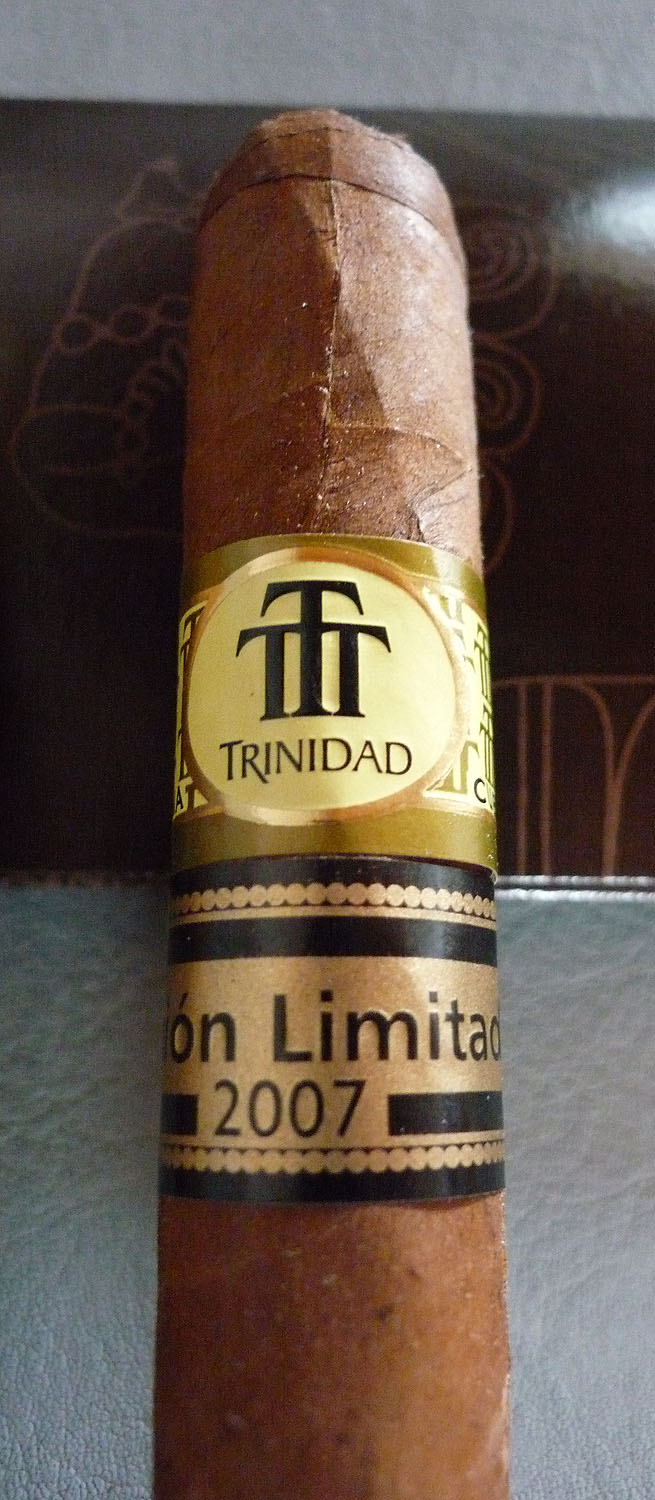
Trinidad Bauchbinde

Trinidad Zigarren gehören zu den exklusivsten Zigarren Kubas, sie wurden ab 1969 in der El Laguito Fabrik in Havanna produziert und bis Ende 1998 von Fidel Castro ausschließlich an offizielle Gäste von Staatsbesuchen, an ausländische Diplomaten oder an bekannte Künstlerpersönlichkeiten verschenkt.
Erst seit 1999 sind Trinidad Zigarren im Handel öffentlich erhältlich. Ursprünglich gab es nur eine einzige Größe, seit 2003 gibt es mehrere Formate. Das Besondere an diesen Formaten ist, dass diese ausschließlich für die Trinidad Zigarren in Anwendung kommen.
Den Namen bekam die Zigarre nach der Stadt La Santísima Trinidad (Die Heilige Dreifaltigkeit), die im 16. Jahrhundert erbaut wurde, an der Südküste von Kuba liegt und von der UNESCO zum Weltkulturerbe erhoben wurde.

## Formate (Größen)
Die im Handel erhältlichen Formate (Größen):
Hand-Made Vitolas
- Coloniales – 133 × 17,5 mm, Corona
- Fundadores – 191 × 16 mm, Lonsdale
- Reyes – 111 × 16 mm, Petit Corona
- Vigia – 111 × 21,4 mm, Torres

Eingestellte Formate:
- Robusto Extra – 156 × 20 mm, Robusto Extra
- Robusto T – 124 × 20 mm, Robusto